# Le Hasard et la Nécessité
 (décembre 2024).
Si vous disposez d'ouvrages ou d'articles de référence ou si vous connaissez des sites web de qualité traitant du thème abordé ici, merci de compléter l'article en donnant les références utiles à sa vérifiabilité et en les liant à la section « Notes et références ».

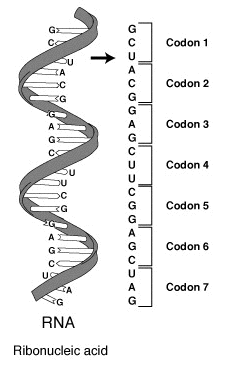
À gauche, un brin d'ARNm avec sa séquence de bases nucléiques ; à droite, les codons correspondants, chacun spécifiant un acide aminé protéinogène.

Le Hasard et la Nécessité, sous-titré Essai sur la philosophie naturelle de la biologie moderne, est un essai du biologiste Jacques Monod, paru en 1970.
Le titre de cet essai qui traite des avancées de la génétique, de la biologie moléculaire et de leurs conséquences philosophiques, est tiré d'une citation que Monod attribue à Démocrite : « Tout ce qui existe dans l'univers est le fruit du hasard et de la nécessité ».
Cet ouvrage propose une réflexion épistémologique critique autour du concept de téléologie dans l'étude du vivant au regard de la biologie moléculaire.

## Contenu

### Préface

Le code génétique

Monod entame la préface du livre en suggérant que la biologie est à la fois marginale et centrale. Il poursuit en expliquant qu'elle est marginale parce que le monde vivant n'est qu'une infime fraction de l'univers. Monod estime que le but ultime de la science est de « clarifier la relation de l'homme avec l'univers » et, à partir de ce raisonnement, il accorde à la biologie un rôle central.
Il poursuit en déclarant qu'il n'envisage pas de faire une étude approfondie de la biologie moderne, mais plutôt de « faire ressortir la forme de ses concepts clés et de mettre en évidence leurs relations logiques avec d'autres domaines de la pensée... c'est une tentative avouée d'extraire la quintessence de la théorie moléculaire du code ». Monod insiste sur l'importance de la théorie moléculaire du code génétique en tant que théorie physique de l'hérédité et la qualifie de « secret de la vie ».
Il continue d'expliquer en quoi cette découverte a fait du devoir des scientifiques de partager et d'enrichir d'autres disciplines de la pensée comme la philosophie. Vers la fin de la préface, Monod prévient le lecteur de cette section qu'il estime trop fastidieuse ou trop technique. Il avertit également que certaines idées éthiques et politiques qu'il présente peuvent sembler naïves ou ambitieuses, mais déclare ensuite que « la modestie profite au scientifique, mais pas les idées qui l'habitent et qu'il est tenu de défendre ». 
Dans le dernier paragraphe de la préface, Monod explique que son essai s'est développé à partir des conférences Robins qu'il a données en 1969 au collège de Pomona.

### D'étranges objets
Monod démarre le premier chapitre intitulé « D'étranges objets » par une considération de la différence entre les objets naturels et artificiels et déclare que « le principe de base de la méthode scientifique... est que la nature est objective et non projective ». À travers une série d'expériences de pensée et de questions rhétoriques, il conduit le lecteur sur un chemin difficile vers trois caractéristiques des êtres vivants.
La première est la téléonomie, que Monod définit comme la caractéristique d'être « doté d'un but ou d'un projet ».
Une autre est la morphogenèse autonome, qui souligne que la structure d'un être vivant résulte d'interactions au sein de l'être par opposition aux forces extérieures qui façonnent les artefacts artificiels. Monod propose une seule exception à ce dernier critère, sous la forme d'un cristal et, à ce stade, il affirme que les forces internes qui déterminent la structure au sein des êtres vivants sont « de même nature que les interactions microscopiques responsables des morphologies cristallines », un thème qu'il promet de développer dans les chapitres suivants.
La dernière propriété générale que Monod propose pour distinguer les organismes vivants est l'invariance de la reproduction, qui est la capacité d'un être vivant à reproduire et à transmettre l'information correspondant à sa propre structure hautement ordonnée. L'auteur définit le projet téléonomique primaire « comme consistant en la transmission de génération en génération du contenu d'invariance caractéristique de l'espèce » (la préservation et la multiplication de l'espèce).
Monod rétracte ensuite la morphogenèse autonome (structuration spontanée) comme une propriété des êtres vivants et dit plutôt qu'elle doit être considérée comme un « mécanisme » laissant deux propriétés essentielles des êtres vivants : l'invariance reproductive et la téléonomie structurelle. Il soulève et défend ensuite une possible objection thermodynamique à l'invariance reproductive et souligne l'extrême efficacité de l'appareil téléonomique pour accomplir la préservation et la reproduction de la structure. L'auteur réaffirme ici que la nature est objective et ne poursuit pas de but ou d'objectif et il souligne une apparente « contradiction épistémologique » entre le caractère téléonomique des organismes vivants et le principe d'objectivité constitutif de la science moderne.

### Vitalismes et animismes
Dans le second chapitre : « Vitalismes et animismes », Monod affirme que l'invariance doit avoir précédé chronologiquement la téléonomie, une conclusion à laquelle aboutit l'idée darwinienne selon laquelle les structures téléonomiques sont dues à des variations de structures qui avaient déjà la propriété d'invariance et pouvaient donc préserver les effets des mutations fortuites. Il propose la théorie sélective comme étant cohérente avec le postulat d'objectivité et permettant une cohérence épistémologique. L'auteur dit ensuite que dans la suite du chapitre, il abordera les idéologies religieuses et les systèmes philosophiques qui supposent l'hypothèse inverse : que l'invariance s'est développée à partir d'un principe téléonomique initial (ce qui défie le principe d'objectivité).
Il divise ces théories en deux catégories : les vitalistes, dans lesquelles le principe téléonomique n'opère que dans la matière vivante (il y a un but/une direction dans laquelle seuls les êtres vivants se développent), et les animistes, dans lesquelles il y a un principe téléonomique universel (qui s'exprime plus intensément dans la biosphère et donc les êtres vivants sont considérés comme les produits d'une évolution à orientation universelle qui a culminé dans l'humanité).
Monod admet qu'il s'intéresse davantage à l'animisme et qu'il y consacrera donc plus d'analyses. Il évoque brièvement le sombre vitalisme métaphysique d'Henri Bergson, puis le vitalisme scientifique d'Elsasser et de Polanyi, qui affirment que les forces physiques et les interactions chimiques qui ont été étudiées dans la matière non vivante ne tiennent pas pleinement compte de l'invariance et de la téléonomie et que, par conséquent, d'autres « lois biotoniques » sont à l'œuvre dans la matière vivante. L'auteur souligne que l'argument scientifique vitaliste manque de fondement et qu'il tire sa justification non pas de la connaissance ou des observations, mais de notre manque actuel de connaissances. Il poursuit en soulignant qu'aujourd'hui le mécanisme d'invariance est suffisamment compris au point qu'aucun principe non physique (« loi biotonique ») n'est nécessaire pour son interprétation.
Monod souligne ensuite que nos ancêtres avaient l'habitude de percevoir les objets comme animés en leur donnant des esprits afin de combler le fossé apparent entre le vivant et le non-vivant. Pour eux, un être n'avait de sens et n'était compréhensible qu'à travers le « but » qui l'animait et donc, si des objets mystérieux, tels que des rochers, des rivières, de la pluie et des étoiles, existent, ils doivent aussi avoir un but (essentiellement, il n'y a pas d'objets véritablement inanimés pour eux). L'auteur dit que cette croyance animiste est due à une projection de la conscience de l'homme de son propre fonctionnement téléonomique sur la nature inanimée. La nature est expliquée de la même manière consciente et intentionnelle que l'activité humaine. Monod souligne que cette ligne de pensée animiste est toujours présente dans la philosophie qui ne fait pas de distinction essentielle entre la matière et la vie et encadre l'évolution biologique comme une composante de l'évolution cosmique (force évolutive opérant dans tout l'univers). Il soutient que ces courants de pensée abandonnent le postulat de l'objectivité et contiennent également l'illusion anthropocentrique.
À la fin de ce chapitre, Monod déclare que la thèse qu'il « présentera dans ce livre est que la biosphère ne contient pas une classe prévisible d'objets ou d'événements mais constitue un événement particulier, compatible certes avec les principes premiers, mais non déductible de ces principes et donc essentiellement imprévisible ». Selon lui, la biosphère est imprévisible pour la même raison que la configuration particulière des atomes dans un galet est imprévisible. Par cela, Monod ne veut pas dire que la biosphère n'est pas explicable à partir des conditions/principes initiaux mais qu'elle n'est pas déductible (au mieux, les prédictions ne pourraient être que des probabilités statistiques d'existence).
Il souligne ensuite que la société est prête à accepter une théorie universelle qui est compatible avec la configuration particulière des atomes d'un galet mais ne la prévoit pas, mais c'est une autre histoire lorsqu'il s'agit des humains : « Nous aimerions nous croire nécessaires, inévitables, ordonnés de toute éternité. Toutes les religions, presque toutes les philosophies, et même une partie de la science témoignent de l'effort héroïque et infatigable de l'humanité qui nie désespérément sa propre contingence ». C'est cette contingence de l'existence humaine qui est le message central du Hasard et de la Nécessité, que la vie est née par hasard et que tous les êtres de la vie, y compris les humains, sont les produits de la sélection naturelle.

### Les démons de Maxwell
Le troisième chapitre s'intitule « Les démons de Maxwell ». Il commence par affirmer que les protéines sont les agents moléculaires des performances téléonomiques des êtres vivants. Monod poursuit en écrivant que les êtres vivants sont des machines chimiques, que chaque organisme constitue une unité cohérente et fonctionnelle, et que l'organisme est une machine qui se construit elle-même et dont la structure macroscopique n'est pas déterminée par des forces extérieures mais par des interactions internes autonomes.
L'auteur consacre une grande partie du chapitre à l'examen des faits généraux de la biochimie. Il explique que les protéines sont composées de 100 à 10 000 acides aminés et il fait la distinction entre les protéines fibreuses allongées qui jouent un rôle mécanique et les protéines globulaires plus nombreuses qui sont repliées sur elles-mêmes. Il parle de l'extraordinaire spécificité d'action des enzymes, illustrée par le fait que leur action est spécifique non seulement d'un isomère géométrique spécifique, mais aussi d'un isomère optique. Il souligne que les enzymes sont elles-mêmes optiquement actives, que les isomères L sont les isomères « naturels » et que la spécificité d'action et la stéréospécificité de la réaction conduite par une enzyme sont le résultat du positionnement des molécules les unes par rapport aux autres.
Monod écrit qu'une réaction enzymatique peut être observée en deux étapes : La formation d'un complexe stéréospécifique entre la protéine et le substrat et l'activation catalytique d'une réaction au sein du complexe (il souligne à nouveau que la réaction est orientée et spécifiée par la structure du complexe).
Il examine ensuite les différences énergétiques entre les liaisons covalentes et non covalentes et la façon dont la vitesse d'une réaction est affectée par l'énergie d'activation. Comme l'énergie d'activation d'une liaison covalente est élevée, la réaction aura une vitesse plus lente que celle d'une liaison non covalente (qui se produit spontanément et rapidement). L'auteur souligne que les interactions non covalentes n'atteignent la stabilité que par de nombreuses interactions et lorsqu'elles sont appliquées sur de courtes distances. Pour obtenir une interaction non covalente stable, il est nécessaire de disposer de sites complémentaires entre deux molécules en interaction afin de permettre à plusieurs atomes de l'une d'entrer en contact avec plusieurs atomes de l'autre. Dans ce complexe, la molécule de substrat est strictement positionnée par les multiples interactions non covalentes avec l'enzyme. On pense que la catalyse enzymatique résulte de l'action inductive et polarisante de certains groupements chimiques du récepteur spécifique. En raison de la capacité d'une enzyme à former des complexes stéréospécifiques et non covalents avec un substrat spécifique, le substrat est correctement présenté dans l'orientation précise qui spécifie l'effet catalytique de l'enzyme. Monod nous rappelle que cette réaction se fait au détriment de l'énergie potentielle chimique.

### Cybernétique microscopique
Dans le chapitre quatre (« Cybernétique microscopique »), l'auteur commence par répéter la caractéristique de l'extrême spécificité des enzymes et de l'extrême efficacité de la machinerie chimique dans les organismes vivants. La coordination à grande échelle entre les cellules assurée par le système nerveux et endocrinien est portée à l'attention des lecteurs. Le reste du chapitre est une discussion des principes sur lesquels repose le métabolisme cellulaire.
Monod évoque d'abord les enzymes allostériques, qui sont capables de reconnaître des composés autres qu'un substrat dont l'association avec la protéine enzymatique a un effet modificateur d'augmentation ou d'inhibition de l'activité enzymatique par rapport au substrat. Monod énumère et définit quatre modèles de régulation. Le premier est l'inhibition de la rétroaction. L'activation par rétroaction se produit lorsque l'enzyme est activée par un produit de dégradation du métabolite terminal. L'activation parallèle a lieu lorsque la première enzyme d'une séquence métabolique est activée par un métabolite synthétisé par une séquence parallèle indépendante. L'activation par un précurseur est définie comme étant l'activation d'une enzyme par un précurseur de son substrat et un cas particulièrement fréquent est l'activation de l'enzyme par le substrat lui-même. Les enzymes allostériques sont généralement sous le contrôle simultané de plusieurs effecteurs allostériques.
Monod fait ensuite référence à ses propres recherches et parle de la courbe non linéaire en forme de S qui est caractéristique des enzymes allostériques lorsque l'activité est tracée en fonction de la concentration d'un effecteur (y compris le substrat). Les interactions allostériques sont médiées par des changements discrets dans la structure des protéines, ce qui permet à certaines protéines de prendre différents états conformationnels. Les interactions coopératives et antagonistes des ligands sont indirectes : les ligands interagissent avec la protéine et non avec d'autres ligands. Les protéines allostériques sont oligomériques (composées de sous-unités protomères identiques) et chaque protomère possède un récepteur pour chacun des ligands. En conséquence de l'assemblage des protomères, chaque sous-unité est contrainte par sa voisine. Lors de la dissociation, chaque protomère peut prendre un état détendu et cette réponse concertée de chaque protomère explique la non-linéarité de l'activité enzymatique : une molécule de ligand qui stabilise l'état détendu de l'un des monomères empêche les autres de revenir à l'état associé.
Ces mécanismes moléculaires simples expliquent les propriétés intégratives des enzymes allostériques. Monod fait à nouveau référence à ses propres travaux en parlant du système lactose (constitué de trois protéines) chez Escherichia coli. Il explique que la perméase des galactosides (une des protéines du système lactose) permet aux sucres des galactosides de pénétrer et de s'accumuler dans la cellule. Lorsqu’Escherichia coli est cultivée dans un milieu sans galactosides, les trois protéines sont synthétisées très lentement (environ une molécule toutes les cinq générations). Environ deux minutes après l'ajout d'un inducteur de galactosides, la vitesse de synthèse des trois protéines est multipliée par mille. Monod explique que la vitesse de synthèse de l'ARNm de l'opéron du lactose détermine la vitesse de synthèse des protéines. Il énumère les composants du système de régulation comme i, le gène régulateur qui dirige la synthèse constante de la protéine répresseur (R), o, le segment opérateur de l'ADN que le répresseur reconnaît spécifiquement et forme un complexe stable avec, et p, le promoteur de l'ADN où se lie l'ARN polymérase. La synthèse de l'ARNm est bloquée lorsque le répresseur est lié à l'opérateur. Lorsque le répresseur est à l'état libre, il est capable de reconnaître et de se lier aux bêta-galactosides, dissociant ainsi le complexe opérateur-répresseur et permettant la synthèse de l'ARNm et de la protéine.
Monod passe un certain temps à souligner qu'il n'est pas nécessaire qu'il y ait une relation chimique entre un substrat et un ligand allostérique et c'est cette « gratuité » qui a permis à l'évolution moléculaire de créer un énorme réseau d'interconnexions et de faire de chaque organisme une unité fonctionnelle autonome. Dans la dernière partie du chapitre, Monod critique les « holistes » qui contestent la valeur des systèmes analytiquement complexes tels que les organismes vivants et le fait que les systèmes complexes ne peuvent être réduits à la somme de leurs parties. Monod donne d'abord un exemple de dissection d'un ordinateur et indique ensuite comment les performances téléonomiques peuvent être vues au niveau moléculaire. Il déclare également que le réseau cybernétique chez les êtres vivants est bien trop complexe pour être étudié par le comportement global d'organismes entiers.

### Ontogenèse moléculaire
Au début du chapitre cinq, « Ontogenèse moléculaire », Monod déclare qu'il va montrer que le processus de morphogenèse autonome spontanée dépend « des propriétés de reconnaissance stéréospécifiques des protéines ; qu'il s'agit d'un processus d'abord microscopique avant de se manifester dans des structures macroscopiques. Enfin, c'est dans la structure primaire des protéines que nous allons chercher le 'secret' de ces propriétés cognitives grâce auxquelles, comme les démons de Maxwell, elles animent et construisent les systèmes vivants ».
Monod mentionne à nouveau les protéines globulaires oligomériques et la façon dont elles apparaissent sous forme d'agrégats contenant des sous-unités protomères géométriquement équivalentes associées en un complexe stérique non covalent. En cas de traitement léger, les protomères se séparent et la protéine oligomère perd sa fonction mais, si les conditions initiales « normales » sont rétablies, les sous-unités se réassemblent généralement spontanément. Cette spontanéité est due au fait que le potentiel chimique nécessaire à la formation de l'oligomère est présent dans la solution des monomères et que les liaisons formées sont non covalentes.
Monod continue de mentionner l'assemblage stéréospécifique et spontané des ribosomes et du bactériophage T4 à partir de leurs constituants protéiques in vitro. Monod souligne que le schéma global/plan architectural du complexe moléculaire est contenu dans la structure de ses parties constituantes et qu'il est donc capable de s'auto-assembler spontanément. Ensuite, Monod passe en revue la structure primaire et tertiaire des protéines. En examinant la structure tertiaire, qu'il appelle la forme native, il parle des interactions non covalentes qui lient les acides aminés et du repliement qui détermine la forme tridimensionnelle des molécules, y compris le site de liaison stéréospécifique.
Monod écrit ensuite qu'une structure primaire existe dans un seul (ou un petit nombre d'états apparentés, comme c'est le cas pour les protéines allostériques) état natif conformationnel précisément défini dans des conditions physiologiques normales. Avant le repliement, il n'y a pas d'activité biologique. La séquence des résidus d'acides aminés et les conditions initiales déterminent le repliement de la protéine et, par conséquent, sa fonction. Monod divise le développement de l'organisme en quatre grandes étapes : D'abord le repliement de la séquence polypeptidique en protéines globulaires, ensuite l'association entre les protéines en organites, troisièmement les interactions entre les cellules qui constituent les tissus et les organes, et enfin « la coordination et la différenciation des activités chimiques via des interactions de type allostérique » (Monod 95). Chaque étape est plus ordonnée et résulte d'interactions spontanées entre les produits de l'étape précédente et la source initiale est l'information génétique représentée par les séquences polypeptidiques.
Monod s'attarde ensuite à développer le fait que la séquence d'acides aminés précédente n'a aucune incidence sur ce que sera l'acide aminé suivant. Ce message « aléatoire » semble être composé au hasard d'une origine aléatoire et il termine le chapitre de façon poétique : « Le hasard pris sur l'aile, préservé, reproduit par la machinerie de l'invariance est ainsi converti en ordre, règle et nécessité. Un processus totalement aveugle peut par définition conduire à n'importe quoi ; il peut même conduire à la vision elle-même ».

### Invariance et perturbations
Le chapitre six est intitulé « Invariance et perturbations ». Il expose la similitude, dans tous les organismes, de la machinerie chimique tant au niveau de la structure que de la fonction.
En ce qui concerne la structure, tous les êtres vivants sont constitués de protéines et d'acides nucléiques et ce sont les mêmes résidus (vingt acides aminés et quatre nucléotides). Des fonctions similaires sont réalisées par la même séquence de réactions qui apparaissent dans tous les organismes pour les opérations chimiques essentielles (quelques variations existent qui consistent en de nouvelles utilisations des séquences métaboliques universelles). À la page 104, Monod déclare : « L'invariant biologique fondamental est l'ADN. 
C'est pourquoi la définition par Mendel du gène comme porteur invariable des caractères héréditaires, son identification chimique par Oswald Avery (confirmée par Alfred Hershey), et l'élucidation par Watson et Crick de la base structurelle de son invariance réplicative, constituent sans aucun doute les découvertes les plus importantes jamais faites en biologie. » Il ajoute que la pleine signification de la théorie de la sélection naturelle a été établie par ces découvertes.
Il y a un bref examen de l'ADN dont la structure est une hélice avec une symétrie de translation et de rotation et si on le sépare artificiellement, les brins complémentaires se reformeront spontanément. Un très bref aperçu de la synthèse de l'ADN par l'ADN polymérase est donné. La séquence des nucléotides dans l'ADN définit la séquence des acides aminés qui, à leur tour, définissent le repliement des protéines qui, à leur tour, définissent un organisme ; « On doit considérer l'organisme total comme l'expression épigénétique ultime du message génétique lui-même » (Monod, 109).
L'auteur souligne que la traduction est irréversible et qu'elle n'a jamais lieu de la protéine à l'ADN. Dans la dernière partie du chapitre, l'auteur aborde le sujet important des mutations. Il énumère diverses mutations telles que les substitutions, les suppressions et les inversions. Le hasard accidentel de ces mutations et le fait que seules ces mutations imprévisibles sont à l'origine de l'évolution sont soulignés et illustrés. L'« erreur » dans le message génétique sera répliquée avec un haut degré de fidélité. Selon Monod, « la même source de perturbations fortuites, de « bruit »... est à l'origine de l'évolution dans la biosphère et explique sa liberté de création sans restriction, grâce à la structure réplicative de l'ADN : ce registre du hasard, ce conservatoire sourd où le bruit est conservé avec la musique » (Monod, 117).

### Évolution
Le fait que les mutations sont imprévisibles, qu'elles se reproduisent fidèlement et que la sélection naturelle n'opère que sur les produits du hasard est répété au début du chapitre sept intitulé « Évolution ». Monod affirme que le facteur décisif de la sélection naturelle n'est pas la « lutte pour la vie » mais le taux différentiel de reproduction et que les seules mutations « acceptables » pour un organisme sont celles qui « ne diminuent pas la cohérence de l'appareil téléonomique, mais au contraire, le renforcent davantage dans son orientation déjà assumée » (Monod, 119).
Monod explique que les performances téléonomiques sont jugées par la sélection naturelle et que ce système ne retient qu'une très petite fraction des mutations qui vont perfectionner et enrichir l'appareil téléonomique. Monod donne l'exemple du développement des anticorps pour montrer comment des combinaisons fortuites peuvent donner une solution bien définie. Il affirme que la source d'information pour la structure associative des anticorps n'est pas l'antigène lui-même, mais le résultat de nombreuses recombinaisons aléatoires d'une partie du gène de l'anticorps. L'anticorps capable de se lier à l'antigène est multiplié. Cet exemple remarquable montre que le hasard est à la base de l'un des phénomènes d'adaptation les plus précis.
Monod fait remarquer que la sélection d'une mutation est due à l'environnement de l'organisme et aux performances téléonomiques. Il donne ensuite quelques exemples pour montrer l'interconnexion des performances/comportements spécifiques et des adaptations anatomiques.
L'auteur consacre le reste du chapitre à l'évolution linguistique et physique de l'homme. Le langage se distingue des diverses formes de communication auditives, tactiles et visuelles en ce qu'il permet de communiquer une association personnelle originale à un autre individu. Monod émet l'hypothèse que le langage n'était pas simplement le produit mais l'une des forces motrices de l'évolution de notre système nerveux central. Il pense que la communication symbolique rudimentaire est apparue très tôt et a créé une nouvelle pression sélective qui a favorisé le développement des capacités linguistiques et donc du cerveau.
Il évoque ensuite l'évolution de nos ancêtres, notamment le développement de la posture verticale qui leur a permis de devenir des chasseurs. Enfin, Monod souligne les preuves qui suggèrent que le développement de la fonction cognitive du langage chez l'enfant dépend de la croissance postnatale du cortex.

### Les frontières
Dans le chapitre 8, intitulé « Les frontières », Monod évoque le sentiment d'émerveillement que l'on ressent face à l'extraordinaire diversité et complexité des organismes qui sont le fruit de milliards d'années d'évolution. Il dit : « Le miracle s'explique ; il ne nous paraît pas moins miraculeux ». (Monod, 138). Trois étapes qui ont conduit à l'émergence du premier organisme sont proposées. D'abord, il y a dû y avoir la formation de nucléotides et d'acides aminés à partir de composés carbonés simples et de catalyseurs non biologiques. Ensuite, les premières macromolécules capables de se répliquer se sont formées, probablement par appariement spontané des bases. Et enfin, l'évolution d'un appareil téléonomique autour des « structures réplicatives » conduirait à la cellule primitive.
Monod s'intéresse ensuite au système nerveux central. Il énumère les principales fonctions du cerveau chez les mammifères : le contrôle et la coordination de l'activité neuromusculaire, la mise en œuvre de programmes d'action innés en réponse à des stimuli, l'intégration des entrées sensorielles, l'enregistrement, le regroupement et l'association d'événements significatifs, la représentation et la simulation. Monod fait remarquer que le comportement ne peut pas être strictement séparé comme étant appris ou inné puisque les éléments sont acquis par l'expérience selon un programme inné et « la structure du programme initie et guide l'apprentissage précoce, qui suivra un certain modèle préétabli défini par le patrimoine génétique de l'espèce ».
Monod se concentre maintenant sur ce qu'il considère comme l'une des propriétés uniques des organismes de niveau supérieur, à savoir la simulation subjective de l'expérience afin d'anticiper les résultats et de préparer l'action. Monod qualifie de « frontière » le travail à accomplir qui nous permettra de comprendre le fonctionnement de cet instrument de préconception intuitive. Il pense que cette compréhension permettra à l'humanité d'éliminer le dualisme qui consiste à différencier le cerveau et l'esprit. Il termine le chapitre en disant : « Abandonner l'illusion qui y voit une « substance » immatérielle, ce n'est pas nier l'existence de l'âme, mais au contraire commencer à reconnaître la complexité, la richesse, l'insondable profondeur du patrimoine génétique et culturel et de l'expérience personnelle, consciente ou non, qui constituent ensemble notre être ».

### Le royaume et les ténèbres
Le dernier chapitre du livre est « Le Royaume et les Ténèbres ». Une fois que l'homme a étendu son domaine sur la sphère naturelle et qu'il a dominé son environnement, la principale menace est devenue les autres hommes et la guerre tribale est devenue un facteur de sélection évolutif important, ce qui a favorisé la cohésion du groupe. L'évolution culturelle a affecté l'évolution physique ; « c'est le comportement qui oriente la pression sélective » (Monod, 162).
L'auteur affirme ensuite qu'en raison de l'accélération de l'évolution culturelle, celle-ci n'affecte plus le génome et que la sélection ne favorise pas la survie génétique du plus apte par une descendance plus nombreuse. Il évoque des statistiques qui montrent, pour le quotient d'intelligence, une corrélation négative avec le nombre moyen d'enfants par couple, et une corrélation positive entre les conjoints, ce qui aboutit à une élite de plus en plus restreinte en valeur relative. Il souligne également les progrès scientifiques et éthiques qui ont permis aux « infirmes génétiques » de vivre et de se reproduire (l'auteur considère cela comme une suspension de la sélection naturelle). Monod affirme que cette suspension de la sélection naturelle est un péril pour l'espèce, mais qu'il faudra un certain temps pour que des effets sérieux se fassent sentir et qu'il existe des dangers plus urgents dans la société moderne.
Il avance l'idée « que la nature est objective, que la confrontation systématique de la logique et de l'expérience est la seule source de connaissance véritable » (Monod, 165). Il parle brièvement de la façon dont les idées sont sélectionnées en fonction de leur valeur de rendement. L'auteur pense que nous avons un besoin génétique inné de rechercher le sens de l'existence et que c'est ce qui explique la création des mythes, de la religion et de la philosophie. Il implique que cette composante génétique explique que la religion soit la base de la structure sociale et que la même forme essentielle réapparaisse dans les mythes, la religion et la philosophie.
Il admet que l'idée d'une connaissance objective comme seule source de vérité peut sembler austère et peu attrayante en ce sens qu'elle ne fournit pas d'explication susceptible de calmer l'anxiété de l'homme ; « Elle mettait fin à l'ancienne alliance animiste entre l'homme et la nature, ne laissant à la place de ce lien précieux qu'une quête anxieuse dans un univers glacé de solitude » (Monod, 170). L'auteur souligne ce qu'il considère comme l'acceptation de la science objective dans la pratique mais pas dans l'esprit.
Il affirme que le message important de la science est celui de la définition d'une nouvelle source de vérité qui exige une révision des prémisses éthiques et une rupture totale avec la tradition animiste. Nos valeurs sont enracinées dans l'animisme et sont en désaccord avec la connaissance et la vérité objectives. Cette révélation déroutante et isolante place les jugements de valeur entre les mains de l'homme lui-même. Monod estime que la vérité objective et la théorie des valeurs sont indissociables « car la définition même de la connaissance « vraie » repose en dernière analyse sur un postulat éthique » (Monod, 173).
C'est à ce stade que l'argumentation de l'auteur se retourne sur elle-même en admettant que faire de l'objectivité la condition de la connaissance vraie, ce qui permet de séparer les jugements de valeur de la connaissance vraie et de définir la science, est en soi un choix éthique axiomatique. En affirmant le principe d'objectivité, qui est accepté dans la science moderne, on choisit d'adhérer à ce que Monod appelle l'éthique de la connaissance.

## Début d'analyse
Le projet de la biologie selon Monod, est très ancien mais ne s'est concrétisé que dans les années 1950-1960, par la biologie moléculaire lors de la mise en évidence de la structure moléculaire de l'ADN. La logique de l'hérédité des caractères au sein des individus et la logique de l'individuation des espèces au sein du processus évolutif est la même : la mutation de l'ADN[réf. nécessaire].
Le Hasard et la Nécessité se propose de pousser aussi loin que possible le mécanisme biologique et critique le vitalisme ainsi que l'animisme comme des vues à nécessairement dépasser pour construire une compréhension réelle du vivant. En ce sens, Monod se propose de dépasser un certain nombre de systèmes de représentations pré-construites qui font écran à la compréhension du mécanisme effectif de la genèse du vivant et agissent à la façon d'obstacles épistémologiques tels que décrits par Gaston Bachelard.
Pour Bachelard, « on connaît contre une connaissance antérieure ». Il est donc nécessaire d'écarter, sans nier leur existence, les différents obstacles qui nous empêchent d'accéder à la connaissance. Le plus difficile à surmonter est l'obstacle présent « dans l'acte même de connaître ».
Le hasard et la nécessité sont usuellement opposés en philosophie, représentant deux pôles, celui de l'arbitraire et celui du déterminisme, du chaos et de l'ordre. Toutefois le paradoxe présenté par la biologie évolutive nous invite à repenser ces deux aspects rassemblés et explicités dans la théorie moléculaire de l'hérédité qui explique la diversité du vivant par un processus de sélection naturelle : dans la mesure où les mutations génétiques se font sans projet explicite de construction d'organismes, organes ou de traits, tout le vivant n'est que fruit du chaos. Néanmoins, les interactions causales mises en jeu restent déterministes, allant des mutations elles-mêmes à l'expression génétique de celles-ci aux relations trophiques dans les écosystèmes conditionnant le succès ou l'échec de la mutation et de l'individu la portant voire de son espèce dans l'environnement considéré.
Le Hasard et la Nécessité invite à penser la causalité en biologie comme relevant de ces deux aspects en tandem et à rejeter tout finalisme préconçu qui nous ferait imaginer que les organismes développent leurs organes dans un but, a contrario d'un développement tâtonnant et chaotique relevant intégralement de la suite d'accidents contingents.

## Citations
- « Le hasard pur, le seul hasard, liberté absolue mais aveugle, à la racine même du prodigieux de l'évolution, cette notion centrale de la biologie moderne n'est plus aujourd'hui une hypothèse, parmi d'autres possibles ou au moins concevables. Elle est la seule concevable, comme seule compatible avec les faits d'observation et d'expérience. »

Le livre se conclut sur ce paragraphe : 
- « L'ancienne alliance est rompue ; l'homme sait enfin qu'il est seul dans l'immensité indifférente de l'Univers d'où il a émergé par hasard. Non plus que son destin, son devoir n'est écrit nulle part. À lui de choisir entre le Royaume et les ténèbres. »[3]

## Sources
- Jacques Monod, Le Hasard et la Nécessité : Essai sur la philosophie naturelle de la biologie moderne, Paris, Éditions du Seuil, coll. « Points Essais », 1970, 256 p. (ISBN 9782021224399).